# Тетрадиум Даниэля
Тетрадиум Даниэля, или Эводия Даниэля, или Эводия хубейская (лат. Tetradium daniellii) — вид листопадных деревьев семейства Рутовые, произрастающих в Восточной Азии. Известен также как пчелиное дерево (англ. Bee-bee tree). Ранее этот вид причисляли к роду Эводия, из-за чего за ним закрепилось соответствующее название. Сейчас вид относят к роду Тетрадиум.

## Распространение и экология
Встречается в Китае, в провинциях: Аньхой, Ганьсу, Гуйчжоу, Ляонин, Нинся, Сицзан, Сычуань, Хубэй, Хэбэй, Хэнань, Цзянсу, Цинхай, Шаньдун, Шаньси, Шэньси, Юньнань. В Северной и Южной Корее в некоторых источниках отмечается как аборигенное растение, в других как интродуцированное.
Произрастает в лесах, на опушках, на открытых склонах на высотах до 3200 м над уровнем моря. Обладает средней теневыносливостью и довольно высокой засухоустойчивостью. Естественным образом растёт в USDA-зонах от 6 или 7 и выше, но в некоторых источниках растению приписывается морозостойкость до USDA-зон 4 и 5.

## Ботаническое описание

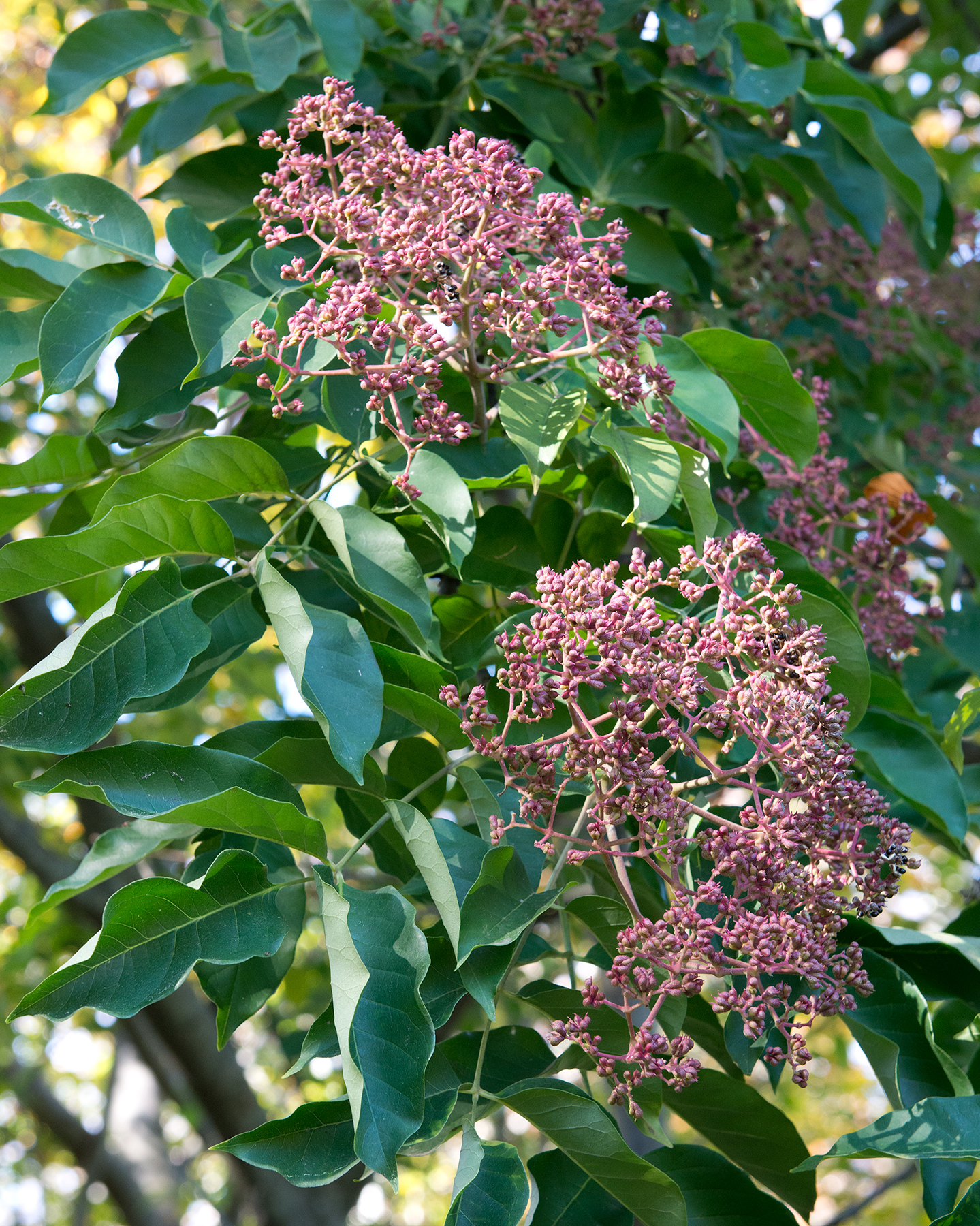
Плодоношение тетрадиума Даниэля

Листопадное дерево или кустарник высотой 6—15 м с раскидистой шаровидной кроной и стволом диаметром до 1,5 м и более.
Кора серая, гладкая, с небольшими чечевичками. Схожа с корой бука.
Листья непарноперистые, длиной 15—45 см, состоят из 5—9(11) широкояйцевидных или ланцетных листочков, цельнокрайных или зубчатых. Осенью желтеют.
Цветки однополые, диаметром 6—10 мм, ароматные, белого цвета, собраны в метельчатые соцветия. Растение двудомное, причём существуют мужские экземпляры и гермафродитные экземпляры, которые сами себя не опыляют. Цветение происходит в июне—августе.
Плоды состоят из пяти листовок, в каждой из которых содержится по два чёрных блестящих семени. Листовки розового цвета, опушённые, диаметром 5—11 мм. Базальные (расположенные у основания листовки) семена стерильные, не содержат зародыша. Верхушечные семена фертильные, по размерам чуть больше базальных, диаметром 2,5—4 мм. Плодоношение происходит в августе—сентябре.
Число хромосом: 2n = 76, 78.

## Значение и применение

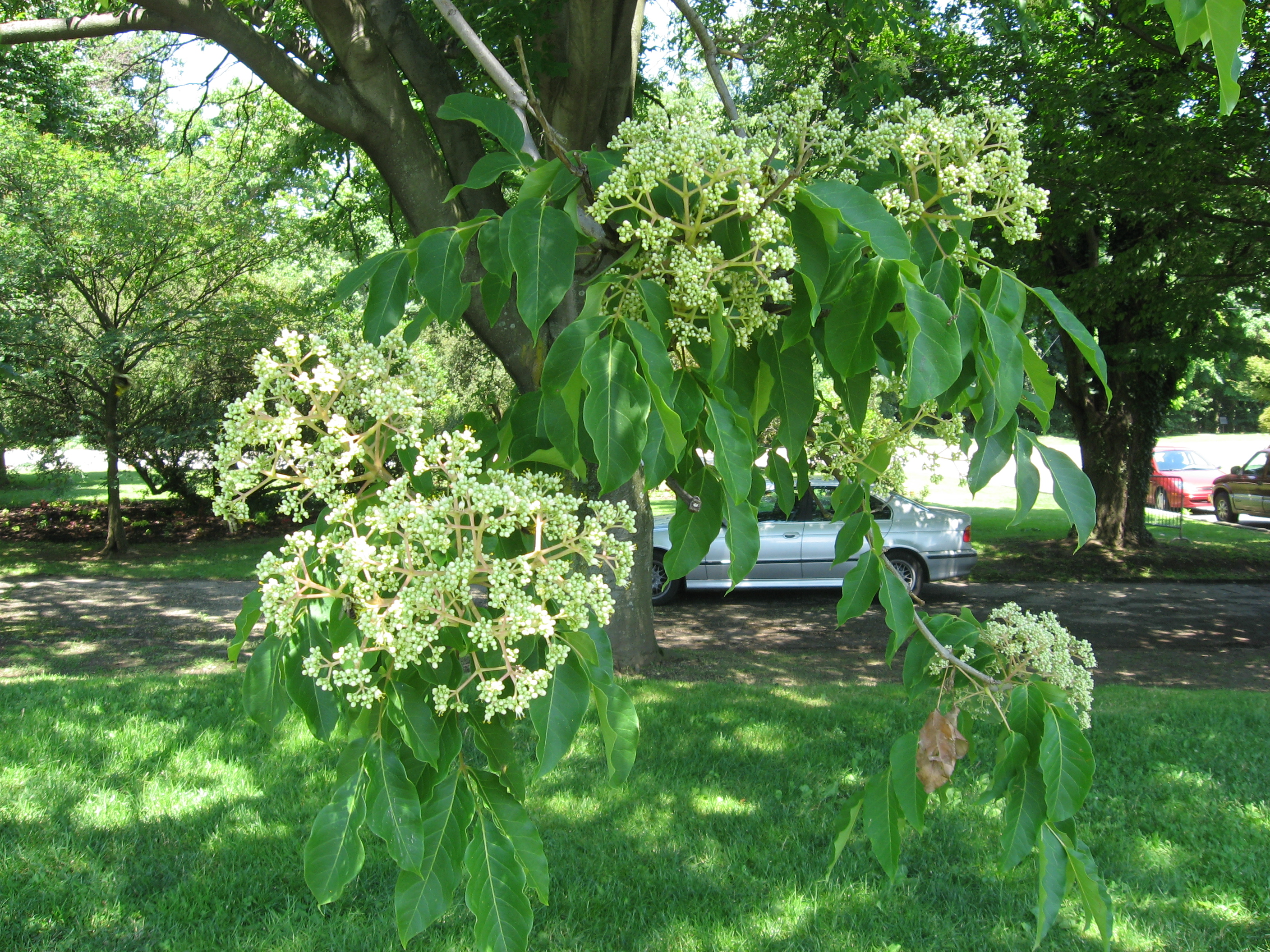
Цветение тетрадиума Даниэля

Тетрадиум Даниэля нередко используется в качестве декоративного растения с декоративным цветением и ещё более декоративным плодоношением, а также с декоративными листьями и корой.
Но известность этому растению придают в первую очередь его превосходные медоносные качества. В одном исследовании было получено, что объём нектара, выделяемого мужским цветком, составляет в среднем около 2,7 ± 0,7 мкл, а концентрация нектара — 17,4 %. Объём нектара, выделяемого женским цветком, составляет 0,6 ± 0,5 мкл, а концентрация нектара — 25,7 %. Содержание сахаров составляет 48 ± 5 мкг для мужского цветка и 38 ± 9 мкг для женского цветка, что является не сильным различием. Было также выяснено, что на количество выделяемого нектара влияет температура и влажность воздуха.
Мёд тетрадиума схож с мёдом робинии псевдоакации, но имеет более фруктовый вкус. По количеству производимого нектара тетрадиум превосходит липу и акацию, особенно с учётом возможности повторного цветения во влажном и тёплом климате. В благоприятных условиях с одного гектара тетрадиума можно получить до 6 тонн мёда.

## Фотографии
|                                                                    |  |  |  |  |
| Слева направо: кора, женские цветки, мужские цветки, плоды, семена |  |  |  |  |